# Edgar Wolf (Politiker, 1882)
Edgar Wolf (* 22. August 1882 in Ratibor; † August 1945 in Schwientochlowitz oder im Dezember 1945 in Beuthen-Eintrachthütte) war ein römisch-katholischer Seelsorger und deutscher Politiker (DNVP).

## Leben und Wirken
Wolf wurde 1882 als Sohn eines Volksschulrektors geboren. Nach dem Besuch von Gymnasien in Ratibor und Leobschütz studierte er von 1903 bis 1907 Theologie an der Universität Breslau. Im Juni 1907 empfing er die Priesterweihe. In den Jahren 1907 bis 1909 war Wolf als Kaplan im oberschlesischen Rauden tätig. 1909 übernahm er eine Stellung als Religionslehrer in Liegnitz, wo er bis 1910 blieb. Anschließend lehrte er bis 1912 am Lehrerseminar Peiskretscham. Vom 5. März 1912 an versah er das Amt des Pfarrers in der Gemeinde Markowitz im Kreis Ratibor. 1914 trat er der Studentenverbindung Salia-Breslau im Cartellverband der katholischen deutschen Studentenverbindungen bei.
Nach dem Ersten Weltkrieg trat Wolf in die Deutschnationale Volkspartei (DNVP) ein. Am 5. Dezember 1922 zog Wolf nach einer Neuwahl im Wahlkreis 10 (Oppeln) nachträglich in den im Juni 1920 gewählten ersten Reichstag der Weimarer Republik ein. Bei der Reichstagswahl vom Mai 1924 wurde Wolf wiedergewählt, vertrat nach einer Neudurchnummerierung der Wahlkreise hinfort jedoch den Wahlkreis 9 (Oppeln). Obwohl sein Mandat anscheinend im September 1924 kurzzeitig für ungültig erklärt wurde, konnte er trotzdem noch bis zur Wahl vom Dezember 1924 im Reichstag verbleiben, in der sein Mandat erneut bestätigt wurde. Anschließend gehörte er dem Parlament noch fünf Jahre lang, bis zum November 1929, als Abgeordneter an, bevor, er knapp eineinhalb Jahre nach der Wahl vom Mai 1928 sein Mandat nach einer Neuwahl im Wahlkreis 9 vorzeitig niederlegte.
Von 1932 bis zum 11. April 1934 war Wolf Pfarrer von Benkowitz. Er verließ Benkowitz, weil ihm die politische Gesinnung der Dorfbewohner nicht zusagte.
Im Januar 1945 blieb Wolf, anstatt vor der anrückenden Roten Armee zu fliehen, mit drei Klosterschwestern und seiner eigenen Schwester in der Ortschaft Schönwald bei Gleiwitz zurück. Während das Gebiet in den nächsten Monaten unter sowjetischer Verwaltung stand, bekleidete Wolf das Amt des Ortsvorstehers. Als das Dorf in polnische Verwaltung überging, wurde Wolf am 5. Juli 1945 von der polnischen Miliz verhaftet und ins Gleiwitzer Gerichtsgefängnis verbracht, wo man ihn verhörte. Später wurde er in ein Gefangenenlager nach Schwientochlowitz gebracht, wo er im August an Entkräftung – eventuell ergänzt durch eine Hungertyphusinfektion – starb.